# Брошнев-Осадская поселковая община
Брошнев-Осадская поселковая общи́на (укр. Брошнів-Осадська селищна громада) — территориальная община в Калушском районе Ивано-Франковской области Украины.
Административный центр — посёлок Войнилов.
Население составляет 11160 человек. Площадь — 88,5 км².

## Населённые пункты
В состав общины входят 1 посёлок (Брошнев-Осада) и 4 села:
- Брошнев
- Кадобна
- Креховичи
- Раков